# Szamosmenti-hátság
A Szamosmenti-hátságnak nevezzük a Nagy- és a Kis-Szamos széles völgyétől északnyugati irányban nyúló dombságot, az egyesült Szamos mindkét oldalán.

## Fekvése
Az Erdélyi-medence északnyugati részén, a Keleti-Kárpátok és a Nyugati-szigethegység között fekszik. Délről és keletről a Kis- és a Nagy-Szamos határolja.

## Kialakulása
A Kárpátok kialakulásakor a terület hídszerűen kapcsolta össze a Keleti- és a Nyugati-Kárpátokat, később azonban lesüllyedt; mára csak maradványai maradtak egyes szigetszerű hegyekben. Ilyen például Szamoscikó, Persnyel kristályos hegytömbjei. 

## Leírása
A Szamosmenti-hátság enyhén lekerekített formájú, dombvonulatai nem túl magasak, átlagmagasságuk 500-600 méter, nagy kiterjedésű bükk- és tölgyerdőkkel.
Altalajában előfordul a szén is, mezőgazdaságilag fontos terület, melynek csak a peremvidékén találhatók városok. 